# EFG インターナショナル
EFG インターナショナル (イーエフジー インターナショナル)はスイスのチューリッヒに本拠を置くグローバルなプライベートバンキンググループの持株会社で 傘下に プライベートバンク や 資産管理会社、資産運用会社などを有する。
2016年12月末現在、EFGインターナショナルグループのプライベートバンキング事業の運営は世界約40カ所で約3,752人の従業員を擁す。

## 歴史
EFG インターナショナルは、1995年にジャン＝ピエール クオーニ ローレンス D. ホーウェル (Jean Pierre Cuoni Lawrence D. Howell)、バロンコルソフォン-ハプスブルク (Baron Corso von Habsburg)、その他5人によって設立された。 
EFG Bank AG (現･EFGインターナショナルの子会社) は1995年にチューリッヒで事業を開始後、Banque de Depot Genevaのスイス・ジュネーブにおけるプライベートバンキング部門およびRoyal Bank of Scotland のスイス業務の買収 (1997年)、およびBanque Edouard ConstantおよびBanSabadell Finance (Geneva) の買収 (2003年) を経て、2005年に持株会社 (EFGインターナショナル) を設立し、現在の形態に移行。
同年EFGインターナショナルはスイス証券取引所に上場する。

## 構成
EFGインターナショナルはグループ全体で3,752人の従業員を擁し、世界で約40拠点(ヨーロッパ・中東に23拠点、中米・南米に11拠点、アジアは上海・台北・香港・シンガポール・ジャカルタの5拠点)で金融サービスを展開する。
主要株主はルクセンブルクのEuropean Financial Group EFG SAの傘下にある、EFG Bank European Financial Group SAで上場株式の44％超を保有する。（2016年12月末現在）